# Craseonycteris thonglongyai
Craseonycteris thonglongyai је врста сисара из реда слепих мишева (Chiroptera) и породице Craseonycteridae. Тежина животиње је свега око два грама.

## Распрострањење
Ареал врсте је ограничен на две државе. Тајланд и Бурма су једина позната природна станишта врсте.

## Станиште
Станиште врсте су пећине и речни екосистеми до 500 метара надморске висине.

## Начин живота
Храни се инсектима.

## Угроженост
Ова врста се сматра рањивом у погледу угрожености врсте од изумирања.